# 亚历山大·阿蒂梅夫
亚历山大·阿蒂梅夫（Alexander Artemev，1985年8月29日—）生于白俄罗斯明斯克，是一名美国男子体操运动员。他曾参加2008年夏季奥林匹克运动会，最终获得男子团体项目铜牌。